# Roberto Kamiche
 Luis Roberto Kamiche Morante (Callao, 31 de marzo de 1964) es un administrador de empresas y político peruano. Es congresista de la república por La Libertad para el periodo 2021-2026.

## Biografía
Roberto Kamiche nació en la ciudad del Callao, el 31 de marzo de 1964.
Estudió la carrera de Administración de Empresas en la Universidad César Vallejo. Tiene una licenciatura en Administración y una maestría en Gestión Pública y un Doctorado en Administración en la misma Universidad.
Laboró como teleoperador y como jefe de ventas.
En el año 2022, Roberto Kamiche perdió la voz tras ser diagnosticado de un cáncer a la garganta.

## Carrera política
Como político, Kamiche incursiona como militante del partido político Alianza para el Progreso desde el año 2017 hasta el año 2018.

### Congresista de la República
En septiembre del 2020, Roberto Kamiche se afilió al partido político Perú Libre y luego participó en las elecciones parlamentarias del 2021 como candidato al Congreso de la República por la circunscripción de La Libertad. Kamiche logró resultar elegido como congresista de la república con 6,035 votos  y fue juramentado para el periodo parlamentario 2021-2026.
Como congresista ejerció como secretario de la Comisión de Ciencia y como presidente de la Comisión de Inclusión Social.
El 7 de enero del 2022, Roberto Kamiche renunció a la bancada y al partido Perú Libre ante discrepancias internas. Posteriormente, se integró al Grupo Parlamentario Perú Democrático y luego el 3 de marzo del 2023 se integró a la bancada de Cambio Democrático - Juntos por el Perú ante la suspensión de Betssy Chávez.
En el año 2024, Roberto Kamiche dejó la bancada de Juntos por el Perú para luego incorporarse a Alianza para el Progreso, partido político al cual estuvo afiliado entre los años 2017 y 2018.